# 슈타이어

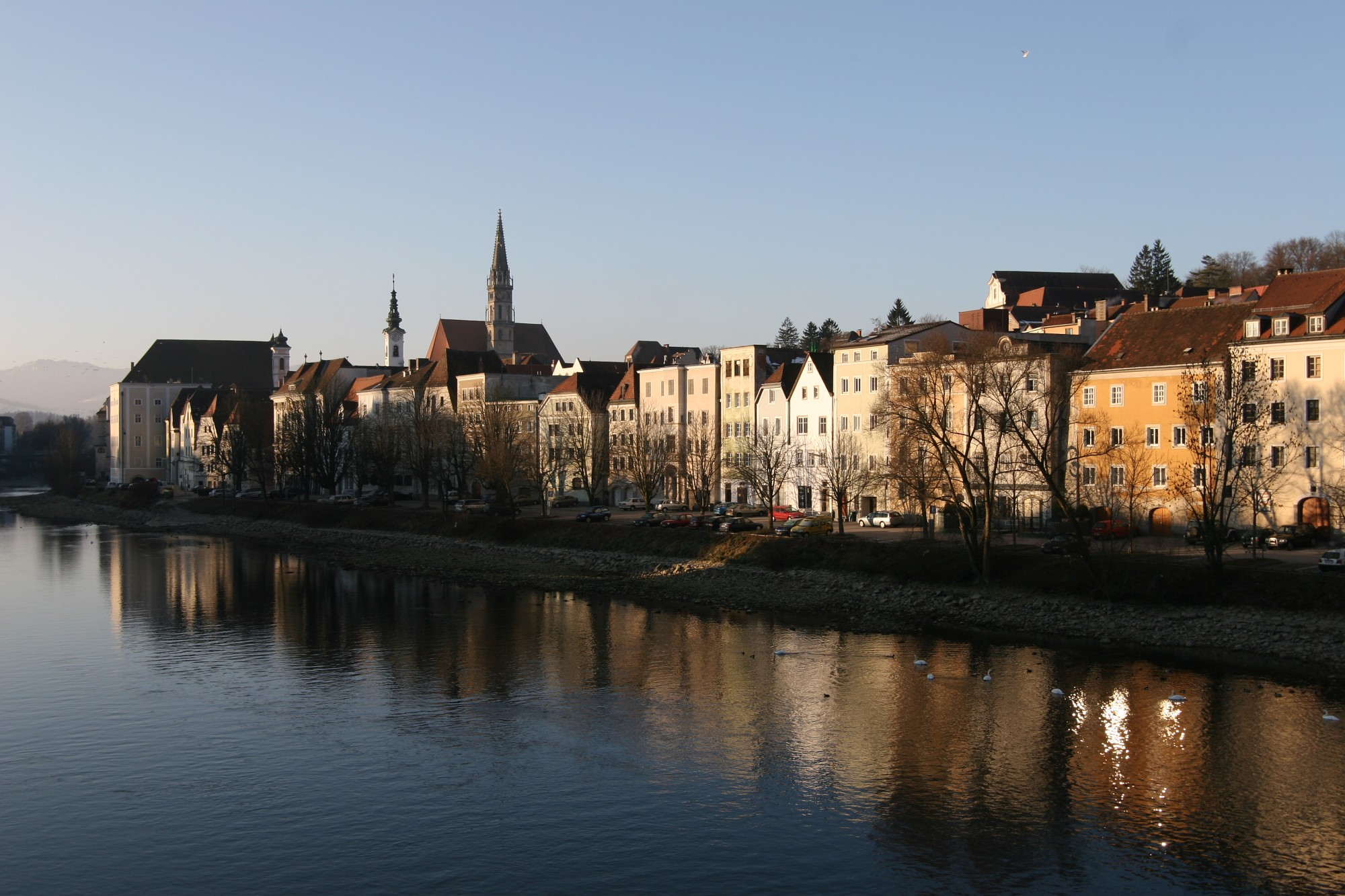
슈타이어

슈타이어(독일어: Steyr)는 오스트리아 오버외스터라이히주에 위치한 도시로, 면적은 26.56 km2, 높이는 310 m, 인구는 38,248명(2012년 기준), 인구 밀도는 1,400명/km2이다. 오스트리아에서 12번째로 큰 도시이자 오버외스터라이히주에서 3번째로 큰 도시이며 엔스강과 슈타이어강이 합류하는 지점에 위치한다. 980년에 처음 건설되었으며 주요 산업은 제조업과 철강업이다.

시 문장
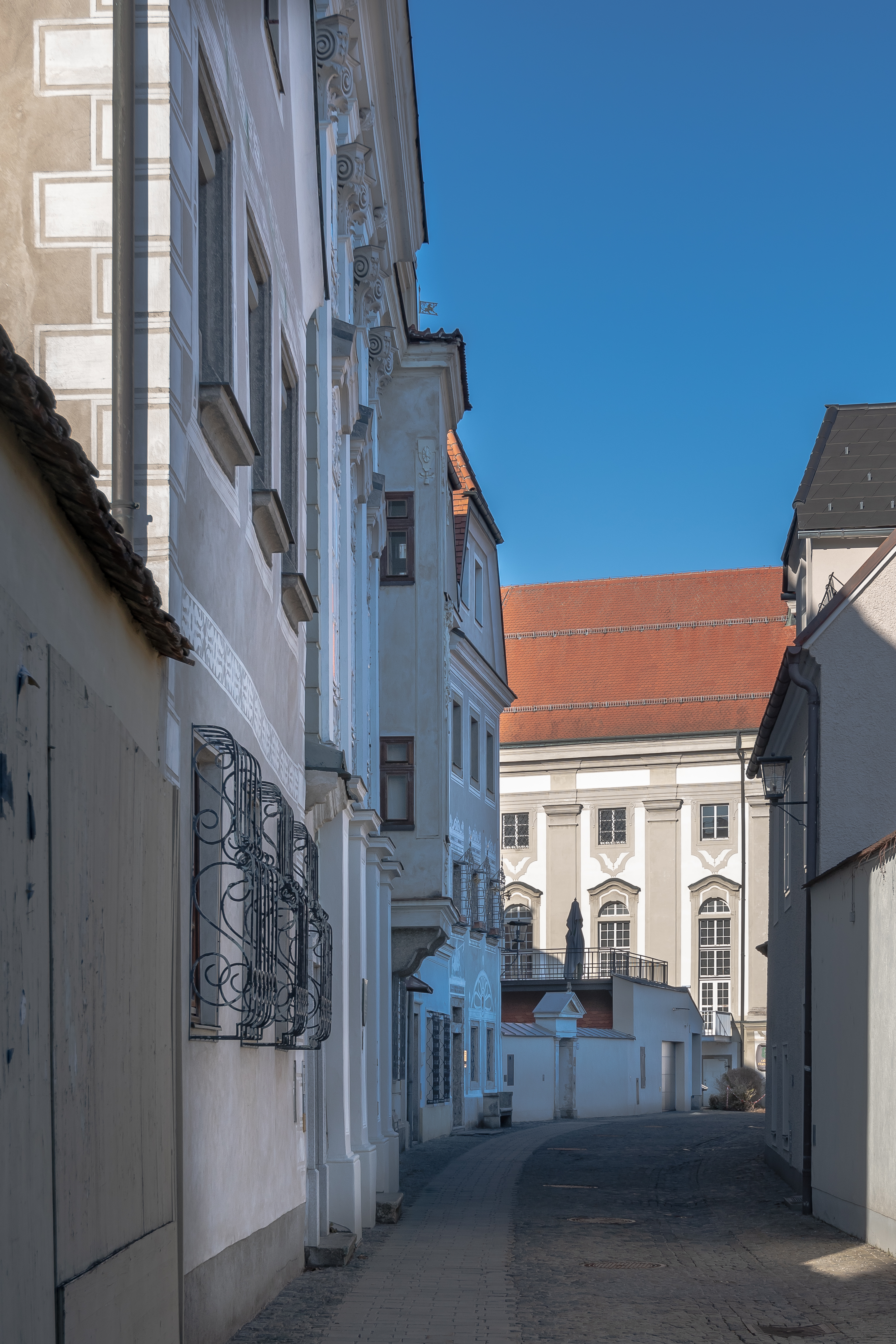
Berggasse, Steyr

## 인구
| 연도 | 인구   | ±%     |
| ---- | ------ | ------ |
| 1869 | 16,593 | —      |
| 1880 | 21,054 | +26.9% |
| 1890 | 26,139 | +24.2% |
| 1900 | 22,272 | −14.8% |
| 1910 | 22,205 | −0.3%  |
| 1923 | 27,200 | +22.5% |
| 1934 | 25,351 | −6.8%  |
| 1939 | 31,017 | +22.4% |
| 1951 | 36,818 | +18.7% |
| 1961 | 38,306 | +4.0%  |
| 1971 | 40,822 | +6.6%  |
| 1981 | 38,942 | −4.6%  |
| 1991 | 39,337 | +1.0%  |
| 2001 | 39,340 | +0.0%  |
| 2011 | 38,313 | −2.6%  |
| 2014 | 38,273 | −0.1%  |